# Tour de France 1926
Le Tour de France 1926, 20e édition du Tour de France, s'est déroulé du 20 juin au 20 juillet 1926 sur 17 étapes pour 5 745 km.

## Généralités
- Il s'agit du Tour de France le plus long de l'histoire (5 745 km)[1] et la 2e moyenne la moins rapide (après l'édition 1924).
- Pour la première fois, le départ n'a pas lieu dans la capitale, mais en province à Évian-les-Bains.
- Lucien Buysse réalise une traversée des Pyrénées de haut vol qui lui permet de remporter sans problèmes son premier Tour de France. Il pointe en huitième position à 22 minutes de Van Slembrouck avant l'étape dantesque entre Bayonne et Luchon. Après une étape de 17 heures, 12 minutes et 4 secondes, Buysse est leader avec plus de 36 minutes d'avance sur le deuxième du classement général. Lors de l'étape suivante, entre Luchon et Perpignan, Buysse creuse encore l'écart en comptant plus d'une heure d'avance sur le deuxième.
- L'équipe Alcyon laisse filer la victoire, mais place trois de ses coureurs dans les cinq premiers du classement général final.
- Moyenne du vainqueur : 24,063 km/h.
- C'est le premier Tour de France sans victoire d'étape française. Il faudra attendre 1999 pour qu'un tel scénario se réitère.

## Liste des participants
La liste ci-dessous présente les coureurs inscrits par numéro de dossard.
| Légende | Légende                                                                    | Légende | Légende                                                    |
| ------- | -------------------------------------------------------------------------- | ------- | ---------------------------------------------------------- |
| Num     | Dossard de départ porté par le coureur sur ce Tour                         | Pos     | Position à l'arrivée de la course                          |
|         | Indique un maillot de champion national ou mondial, suivi de sa spécialité | NP      | Indique un coureur qui n'a pas pris le départ de la course |
| AB      | Indique un coureur qui n'a pas terminé la course                           | HD      | Indique un coureur qui a terminé la course hors des délais |

| Automoto-Hutchinson | Automoto-Hutchinson      | Automoto-Hutchinson |
| ------------------- | ------------------------ | ------------------- |
| Num                 | Coureur                  | Pos                 |
| 1                   | Ottavio Bottecchia (ITA) | AB-10               |
| 2                   | Lucien Buysse (BEL)      | 1er                 |
| 3                   | Jules Buysse (BEL)       | 9e                  |
| 4                   | Simon Tequi (FRA)        | AB-3                |
| 5                   | Omer Huyse (BEL)         | 13e                 |
| 6                   | Joseph Van Dam (BEL)     | 12e                 |

| Christophe-Hutchinson | Christophe-Hutchinson | Christophe-Hutchinson |
| --------------------- | --------------------- | --------------------- |
| Num                   | Coureur               | Pos                   |
| 7                     | Émile Hardy (BEL)     | 16e                   |
| 8                     | Alphonso Piccin (ITA) | AB-8                  |
| 9                     | Aimé Dossche (BEL)    | 15e                   |

| Jean Louvet-Hutchinson | Jean Louvet-Hutchinson | Jean Louvet-Hutchinson |
| ---------------------- | ---------------------- | ---------------------- |
| Num                    | Coureur                | Pos                    |
| 10                     | Joseph Pé (BEL)        | AB-10                  |
| 11                     | Henri Collé (SUI)      | 18e                    |
| 12                     | Léon Parmentier (BEL)  | 7e                     |

| JB Louvet-Wolber | JB Louvet-Wolber              | JB Louvet-Wolber |
| ---------------- | ----------------------------- | ---------------- |
| Num              | Coureur                       | Pos              |
| 13               | Albert Dejonghe (BEL)         | 6e               |
| 14               | Camille Van de Casteele (BEL) | 14e              |
| 15               | Gustaaf Van Slembrouck (BEL)  | AB-14            |
| 16               | Eugène Greau (FRA)            | AB-2             |
| 17               | Romain Bellenger (FRA)        | NP-14            |
| 18               | Arsène Alancourt (FRA)        | AB-13            |
| 19               | Odile Taillieu (BEL)          | 11e              |
| 20               | Raymond Decorte (BEL)         | NP-14            |

| Alcyon-Dunlop | Alcyon-Dunlop           | Alcyon-Dunlop |
| ------------- | ----------------------- | ------------- |
| Num           | Coureur                 | Pos           |
| 21            | Nicolas Frantz (LUX)    | 2e            |
| 22            | Bartolomeo Aimo (ITA)   | 3e            |
| 23            | Jan Debusschere (BEL)   | AB-8          |
| 24            | Félix Sellier (BEL)     | 5e            |
| 25            | Benoît Adelin (BEL)     | AB-10         |
| 26            | Raymond Englebert (BEL) | 17e           |

| Armor-Dunlop | Armor-Dunlop             | Armor-Dunlop |
| ------------ | ------------------------ | ------------ |
| Num          | Coureur                  | Pos          |
| 27           | Théophile Beeckman (BEL) | 4e           |
| 28           | Alfons Standaert (BEL)   | 22e          |

| Labor-Dunlop | Labor-Dunlop         | Labor-Dunlop |
| ------------ | -------------------- | ------------ |
| Num          | Coureur              | Pos          |
| 29           | Jan Mertens (BEL)    | 26e          |
| 30           | Louis Delannoy (BEL) | 28e          |

| Thomann-Dunlop | Thomann-Dunlop     | Thomann-Dunlop |
| -------------- | ------------------ | -------------- |
| Num            | Coureur            | Pos            |
| 31             | Marcel Bidot (FRA) | 10e            |
| 32             | Léon Devos (BEL)   | 25e            |

| Météore-Wolber | Météore-Wolber           | Météore-Wolber |
| -------------- | ------------------------ | -------------- |
| Num            | Coureur                  | Pos            |
| 33             | Georges Cuvelier (FRA)   | 8e             |
| 34             | Georges Detreille (FRA)  | 19e            |
| 35             | Secondo Martinetto (ITA) | AB-10          |
| 36             | Benoît Faure (FRA)       | 23e            |
| 37             | Marcel Gobillot (FRA)    | AB-10          |
| 38             | Marcel Huot (FRA)        | AB-10          |
| 39             | Fernand Saive (BEL)      | 32e            |
| 40             | Fernand Moulet (FRA)     | 36e            |
| 41             | Omer Vermeulen (BEL)     | 20e            |
| 42             | André Casterman (BEL)    | AB-4           |
| 43             | Henri De Jaegher (BEL)   | NP-5           |
| 44             | Albert Flahaut (FRA)     | AB-10          |

| Touristes-routiers | Touristes-routiers      | Touristes-routiers |
| ------------------ | ----------------------- | ------------------ |
| Num                | Coureur                 | Pos                |
| 101                | Charles Parel (SUI)     | AB-14              |
| 102                | Alexandre Bontoux (FRA) | AB-7               |
| 103                | Battista Recrosio (ITA) | HD-1               |
| 104                | Édouard Veyssière (FRA) | NP-1               |
| 105                | Siméon Vergnol (FRA)    | NP-1               |
| 106                | Louis Dougoud (FRA)     | NP-1               |
| 107                | Eugène Béranger (FRA)   | NP-1               |
| 108                | Léopold Gelot (FRA)     | AB-5               |
| 109                | Fernand Besnier (FRA)   | AB-11              |
| 110                | Jean Grousset (FRA)     | NP-1               |
| 111                | René Corret (FRA)       | NP-1               |
| 112                | Jules Gillard (SUI)     | 40e                |
| 113                | Henri Tesi (FRA)        | AB-12              |
| 114                | François Lepenant (FRA) | NP-1               |
| 115                | Henri Lelaurin (FRA)    | NP-1               |
| 116                | Édouard Veyssière (FRA) | NP-1               |
| 117                | Maurice Leliaert (BEL)  | NP-1               |
| 118                | Urbain Comitis (FRA)    | NP-1               |
| 119                | Gaston Morlet (FRA)     | 41e                |
| 120                | Oscar Barselotti (FRA)  | AB-5               |
| 121                | Albert Vigna (MON)      | AB-2               |
| 122                | Germain Bezille (FRA)   | AB-1               |
| 123                | Joseph Deslandes (FRA)  | NP-1               |
| 124                | Henri Septfons (FRA)    | NP-1               |
| 125                | Louis Beaulieu (FRA)    | AB-5               |
| 126                | Albert Courtot (FRA)    | NP-1               |
| 127                | Maxime Mourguiat (FRA)  | AB-10              |
| 128                | Yvon Brunet (FRA)       | NP-1               |
| 129                | Baptistin Mousset (FRA) | AB-10              |
| 130                | Paul Coppens (FRA)      | AB-8               |
| 131                | Henri Ferrara (FRA)     | 39e                |
| 132                | Alfred Francini (ITA)   | 37e                |
| 133                | Giovanni Canova (ITA)   | AB-17              |
| 134                | Louis Michelena (FRA)   | NP-7               |
| 135                | Henri Beirnaert (BEL)   | AB-1               |
| 136                | Henri Hennequin (FRA)   | AB-2               |
| 137                | Louis Millo (FRA)       | AB-10              |
| 138                | Kisso Kawamuro (JPN)    | AB-1               |
| 139                | Léon Jacacier (FRA)     | AB-10              |

| Touristes-routiers (suite) | Touristes-routiers (suite) | Touristes-routiers (suite) |
| -------------------------- | -------------------------- | -------------------------- |
| Num                        | Coureur                    | Pos                        |
| 140                        | Clovis Cros (FRA)          | AB-2                       |
| 141                        | Battista Ghiano (ITA)      | AB-3                       |
| 142                        | Louis Gauthier (FRA)       | AB-3                       |
| 143                        | Émile Brichard (BEL)       | AB-1                       |
| 144                        | Mario Della Fina (ITA)     | AB-3                       |
| 145                        | Charles Martinet (SUI)     | 31e                        |
| 146                        | Félix Richard (FRA)        | AB-10                      |
| 147                        | Ernest Gillioli (FRA)      | AB-1                       |
| 148                        | Giuseppe Gilardini (ITA)   | NP-1                       |
| 151                        | Adrien Toussaint (FRA)     | AB-11                      |
| 152                        | Carlo Longoni (ITA)        | 30e                        |
| 153                        | Maurice Arnoult (FRA)      | 33e                        |
| 154                        | Henri Touzard (FRA)        | 24e                        |
| 155                        | Luigi Vertemati (ITA)      | AB-10                      |
| 156                        | Norbert Larose (FRA)       | AB-10                      |
| 157                        | François Chevalier (FRA)   | AB-10                      |
| 158                        | Paul Filliat (FRA)         | AB-1                       |
| 159                        | Adrien Alpini (FRA)        | AB-10                      |
| 160                        | Robert Asse (FRA)          | AB-1                       |
| 161                        | François Faillu (FRA)      | AB-3                       |
| 162                        | Édouard Teisseire (FRA)    | 38e                        |
| 163                        | Eugène Dhers (FRA)         | 29e                        |
| 164                        | Arthur Hendryckx (FRA)     | NP-4                       |
| 165                        | Alessandro Betta (ITA)     | AB-11                      |
| 166                        | Francesco Liverani (ITA)   | AB-3                       |
| 167                        | Pierre Brigato (FRA)       | AB-1                       |
| 168                        | Alfred Louchet (FRA)       | AB-10                      |
| 169                        | Gino Bartolucci (ITA)      | AB-2                       |
| 170                        | Theo Berthonet (SUI)       | NP-1                       |
| 171                        | Riccardo Benasseni (ITA)   | AB-3                       |
| 172                        | Giovanni Rossignoli (ITA)  | 21e                        |
| 173                        | Josué Bonnet (FRA)         | NP-1                       |
| 174                        | Adrien Fraisse (FRA)       | AB-3                       |
| 175                        | Maurice Vayssière (FRA)    | AB-6                       |
| 176                        | Emmanuele Luigi (ITA)      | AB-14                      |
| 177                        | Henri Faivre (FRA)         | AB-1                       |
| 178                        | Henri Catelan (FRA)        | 34e                        |
| 179                        | Raphaël Dupau (FRA)        | AB-2                       |
| 180                        | Henri Pichot (FRA)         | NP-1                       |

| Touristes-routiers (suite) | Touristes-routiers (suite)  | Touristes-routiers (suite) |
| -------------------------- | --------------------------- | -------------------------- |
| Num                        | Coureur                     | Pos                        |
| 181                        | Édouard Petre (FRA)         | AB-10                      |
| 182                        | Joseph Le Boubennec (FRA)   | AB-10                      |
| 183                        | Jacques Pfister (FRA)       | AB-10                      |
| 184                        | François Brient (FRA)       | AB-1                       |
| 185                        | Mario Pomposi (ITA)         | NP-1                       |
| 186                        | Pierre Corini (FRA)         | NP-4                       |
| 187                        | Eugène Chiaberge (FRA)      | AB-1                       |
| 188                        | Alcide Lembeye (FRA)        | NP-1                       |
| 189                        | Primo Gaida (SUI)           | AB-7                       |
| 190                        | André Peton (FRA)           | AB-8                       |
| 191                        | Luigi Cecilli (ITA)         | AB-10                      |
| 192                        | Paul Duboc (FRA)            | 27e                        |
| 193                        | Jean-Roger Schwenter (FRA)  | AB-1                       |
| 194                        | Jules Deloffre (FRA)        | AB-10                      |
| 195                        | Julien Drougard (FRA)       | NP-5                       |
| 196                        | Tullio Rangis (ITA)         | AB-5                       |
| 197                        | Yvon Pascoli (FRA)          | AB-3                       |
| 198                        | Joseph Rayen (FRA)          | AB-3                       |
| 199                        | Jean Versini (FRA)          | NP-1                       |
| 200                        | Camille Bière (FRA)         | AB-3                       |
| 201                        | Michele Gordini (ITA)       | NP-1                       |
| 202                        | Mosé Arrosio (ITA)          | 35e                        |
| 203                        | Gaston Coriol (FRA)         | AB-1                       |
| 204                        | Jean Borgognoni (FRA)       | NP-1                       |
| 205                        | Achille De Simpelaere (BEL) | NP-1                       |
| 206                        | Giuseppe Brenna (ITA)       | AB-3                       |
| 207                        | Pietro Brumana (ITA)        | AB-10                      |
| 208                        | Giulio Novaro (ITA)         | NP-1                       |
| 209                        | Émile Broussard (FRA)       | NP-1                       |
| 210                        | Armand Goubert (FRA)        | NP-1                       |
| 211                        | Albert Jordens (BEL)        | NP-1                       |
| 212                        | Jules Spinitaux (BEL)       | NP-1                       |
| 213                        | Émile Chabry (FRA)          | NP-1                       |
| 214                        | Maurice Cambreleng (FRA)    | NP-1                       |
| 215                        | Giovanni Tragella (ITA)     | NP-1                       |
| 216                        | Guy Bariffi (SUI)           | HD-16                      |
| 217                        | Maurice Guenot (FRA)        | AB-1                       |

## Étapes
| Étape,    | Date       | Villes étapes                    |                   | Distance (km) | Vainqueur d’étape       | Leader du classement général |
| --------- | ---------- | -------------------------------- | ----------------- | ------------- | ----------------------- | ---------------------------- |
| 1re étape | 20 juin    | Évian-les-Bains – Mulhouse       | Étape de plaine   | 373           | Jules Buysse            | Jules Buysse                 |
| 2e étape  | 22 juin    | Mulhouse – Metz                  | Étape de plaine   | 334           | Aimé Dossche            | Jules Buysse                 |
| 3e étape  | 24 juin    | Metz – Dunkerque                 | Étape de plaine   | 433           | Gustave Van Slembrouck  | Gustave Van Slembrouck       |
| 4e étape  | 26 juin    | Dunkerque – Le Havre             | Étape de plaine   | 361           | Félix Sellier           | Gustave Van Slembrouck       |
| 5e étape  | 28 juin    | Le Havre – Cherbourg             | Étape de plaine   | 357           | Adelin Benoît           | Gustave Van Slembrouck       |
| 6e étape  | 30 juin    | Cherbourg – Brest                | Étape de plaine   | 405           | Joseph Van Dam          | Gustave Van Slembrouck       |
| 7e étape  | 2 juillet  | Brest – Les Sables-d'Olonne      | Étape de plaine   | 412           | Nicolas Frantz          | Gustave Van Slembrouck       |
| 8e étape  | 3 juillet  | Les Sables-d'Olonne – Bordeaux   | Étape de plaine   | 285           | Joseph Van Dam          | Gustave Van Slembrouck       |
| 9e étape  | 4 juillet  | Bordeaux – Bayonne               | Étape de plaine   | 189           | Nicolas Frantz          | Gustave Van Slembrouck       |
| 10e étape | 6 juillet  | Bayonne – Luchon                 | Étape de montagne | 326           | Lucien Buysse           | Lucien Buysse                |
| 11e étape | 8 juillet  | Luchon – Perpignan               | Étape de montagne | 323           | Lucien Buysse           | Lucien Buysse                |
| 12e étape | 10 juillet | Perpignan – Toulon               | Étape de plaine   | 427           | Nicolas Frantz          | Lucien Buysse                |
| 13e étape | 12 juillet | Toulon – Nice                    | Étape de plaine   | 280           | Nicolas Frantz          | Lucien Buysse                |
| 14e étape | 14 juillet | Nice – Briançon                  | Étape de montagne | 275           | Bartolomeo Aimo         | Lucien Buysse                |
| 15e étape | 16 juillet | Briançon – Évian-les-Bains       | Étape de montagne | 303           | Joseph Van Dam          | Lucien Buysse                |
| 16e étape | 18 juillet | Évian-les-Bains – Dijon          | Étape de plaine   | 321           | Camille Van De Casteele | Lucien Buysse                |
| 17e étape | 20 juillet | Dijon – Paris - Parc des Princes | Étape de plaine   | 341           | Aimé Dossche            | Lucien Buysse                |

Note : le règlement ne fait aucune distinction entre les étapes de plaine ou de montagne ; les icônes indiquent simplement la présence ou non d'ascensions notables durant l'étape.

## Classement général final
| Classement général | Classement général      | Classement général | Classement général    | Classement général   |
|                    | Coureur                 | Pays               | Équipe                | Temps                |
| ------------------ | ----------------------- | ------------------ | --------------------- | -------------------- |
| 1er                | Lucien Buysse           | Belgique           | Automoto-Hutchinson   | en 238 h 44 min 25 s |
| 2e                 | Nicolas Frantz          | Luxembourg         | Alcyon-Dunlop         | + 1 h 22 min 25 s    |
| 3e                 | Bartolomeo Aimo         | Italie             | Alcyon-Dunlop         | + 1 h 22 min 51 s    |
| 4e                 | Théophile Beeckman      | Belgique           | Armor-Dunlop          | + 1 h 43 min 54 s    |
| 5e                 | Félix Sellier           | Belgique           | Alcyon-Dunlop         | + 1 h 49 min 13 s    |
| 6e                 | Albert Dejonghe         | Belgique           | J.B. Louvet-Wolber    | + 1 h 56 min 15 s    |
| 7e                 | Léon Parmentier (en)    | Belgique           | J.B. Louvet-Wolber    | + 2 h 9 min 20 s     |
| 8e                 | Georges Cuvelier        | France             | Météore-Wolber        | + 2 h 28 min 32 s    |
| 9e                 | Jules Buysse            | Belgique           | Automoto-Hutchinson   | + 2 h 37 min 3 s     |
| 10e                | Marcel Bidot            | France             | Thomann-Dunlop        | + 2 h 53 min 54 s    |
| 11e                | Odile Tailleu (en)      | Belgique           | J.B. Louvet-Wolber    | + 3 h 9 min 8 s      |
| 12e                | Joseph Van Dam          | Belgique           | Automoto-Hutchinson   | + 4 h 0 min 35 s     |
| 13e                | Omer Huyse              | Belgique           | Automoto-Hutchinson   | + 4 h 7 min 24 s     |
| 14e                | Camille Van de Casteele | Belgique           | J.B. Louvet-Wolber    | + 4 h 28 min 19 s    |
| 15e                | Aimé Dossche            | Belgique           | Christophe-Hutchinson | + 5 h 23 min 19 s    |
| 16e                | Émile Hardy (en)        | Belgique           | Christophe-Hutchinson | + 6 h 2 min 20 s     |
| 17e                | Raymond Englebert (en)  | Belgique           | Alcyon-Dunlop         | + 6 h 3 min 10 s     |
| 18e                | Henri Collé (en)        | Suisse             | J.B. Louvet-Wolber    | + 7 h 10 min 35 s    |
| 19e                | Georges Detreille       | France             | Météore-Wolber        | + 7 h 48 min 17 s    |
| 20e                | Omer Vermeulen          | Belgique           | Météore-Wolber        | + 7 h 49 min 44 s    |
| 21e                | Giovanni Rossignoli     | Italie             | —                     | + 8 h 23 min 29 s    |
| 22e                | Alfons Standaert (en)   | Belgique           | Armor-Dunlop          | + 8 h 37 min 2 s     |
| 23e                | Benoit Faure            | France             | Météore-Wolber        | + 9 h 35 min 44 s    |
| 24e                | Henri Touzard           | France             | —                     | + 9 h 36 min 34 s    |
| 25e                | Léon Devos              | Belgique           | Thomann-Dunlop        | + 10 h 5 min 23 s    |
| modifier           |                         |                    |                       |                      |